# Vinsajärvi (sjö i Finland)
Vinsajärvi är en sjö i Finland. Den ligger i kommunen Pello i landskapet Lappland, i den norra delen av landet, 700 km norr om huvudstaden Helsingfors. Vinsajärvi ligger 165,1 meter över havet. Arean är 7,7 hektar och strandlinjen är 1,11 kilometer lång. Sjön  ingår i Torne älvs huvudavrinningsområde. 